# Wakasa (Fukui)
Wakasa (若狭町?, Wakasa-chō) è una cittadina giapponese della prefettura di Fukui.